# Christian Pöppelreiter
Christian Pöppelreiter (* 22. April 1941 in Dresden) ist ein deutscher Opernregisseur.

## Leben und Wirken
Christian Pöppelreiter studierte Bratsche, absolvierte dann ein zweijähriges Orchesterpraktikum und hospitierte bei Walter Felsenstein an der Komischen Oper in Berlin.
Er arbeitete als Opernregisseur an verschiedenen Bühnen in der DDR, unter anderem in Dresden, Rostock und Berlin, seit 1978 auch an verschiedenen ausländischen Theatern. Er wurde im November 1981 über Vermittlung des damaligen Agenten Ioan Holender mit der Uraufführung der „Wölfli-Szenen“ am Schauspielhaus Graz betraut. 1986 erhielt er eine Gastprofessur an der damaligen Grazer Musikhochschule, die 1988 in eine ordentliche Professur umgewandelt wurde. Damit erhielt Pöppelreiter automatisch die österreichische Staatsbürgerschaft. Von 2000 bis zum 30. September 2009 war Pöppelreiter als Ordinarius an der Kunstuniversität Graz tätig. Zudem inszenierte er an zahlreichen bedeutenden Bühnen. Eine enge Zusammenarbeit verband ihn mit dem Saarländischen Staatstheater in Saarbrücken während der Intendanz von Kurt Josef Schildknecht, wo er neben Richard Wagners Tristan und Isolde im Bühnenbild von Daniel Libeskind und Das Rheingold vor allem einen vielbeachteten Zyklus „Neue Wiener Schule“ inszenierte (Lulu, Moses und Aron, Wozzeck).
Pöppelreiter zeichnete getreu seinem Prinzip, die Studierenden ganze Werke erarbeiten zu lassen, für die Inszenierungen von rund 30 Opernproduktionen an der Kunstuniversität Graz verantwortlich. Als ordentlicher Universitätsprofessor und Leiter des Instituts für Musiktheater der Kunstuniversität Graz war Pöppelreiter auch Projektleiter der Kunstuniversität Graz beim Bau des im März 2009 eröffneten MUMUTH – Haus für Musik und Musiktheater.

## Inszenierungen
„Erstmals für die Vereinigten Bühnen [Graz] arbeitete Christian Pöppelreiter 1981: Wölfli Szenen von Gösta Neuwirth. An der Grazer Oper folgten – von 1982 bis 1996 – Der Liebestrank, Pique Dame, Richard Wagners Das Liebesverbot, Benjamin Brittens Ein Sommernachtstraum, Der Ring des Nibelungen, Katja Kabanowa, Jenůfa, Die Ausflüge des Herrn Brouček, Die schöne Helena, Die Zauberflöte und zuletzt Der fliegende Holländer. Im Landhaushof inszenierte er Monteverdis L’Orfeo, im Schauspielhaus Hebbels Die Nibelungen. In der Saison 2005/06 ist an der Grazer Oper André Chénier in seiner Inszenierung zu sehen.“